# The Young Philadelphians
The Young Philadelphians (bra O Moço de Filadélfia) é um filme estadunidense de 1959, do gênero drama romântico, dirigido por Vincent Sherman, com roteiro de James Gunn baseado no romance The Phildelphian, de Richard Powell, e trilha sonora de Ernest Gold.

## Sinopse
Um jovem advogado encara diversos dilemas éticos e sociais ao subir a ladeira social de Filadélfia.

## Elenco
- Paul Newman ....... Anthony Judson Lawrence
- Barbara Rush ....... Joan Dickinson
- Alexis Smith ....... Carol Wharton
- Brian Keith ....... Mike Flanagan
- Diane Brewster ....... Kate Judson Lawrence
- Billie Burke ....... Mrs. J. Arthur Allen
- John Williams ....... Gilbert Dickinson
- Robert Vaughn ....... Chester A. 'Chet' Gwynn
- Otto Kruger ....... John Marshall Wharton
- Paul Picerni ....... Louis Donetti
- Robert Douglas ....... Tio Morton Stearnes
- Frank Conroy ....... Dr. Shippen Stearnes
- Adam West ....... William Lawrence III
- Anthony Eisley ....... Carter Henry (como Fred Eisley)
- Richard Deacon ....... George Archibald